# Prêmio Kindle de Literatura
O Prêmio Kindle de Literatura é um prêmio literário concedido pela Amazon Brasil e Grupo Editorial Record. É dado para romances inéditos, autopublicados por meio da ferramenta Kindle Direct Publishing, da própria Amazon. Noveobras já receberam a premiação: Machamba, de Gisele Mirabai, O memorial do desterro, de Mauro Maciel, Dama de paus, de Eliana Cardoso, Dias Vazios, de Barbara Nonato, O pássaro secreto, de Marília Arnaud, A Filha Primitiva, de Vanessa Passos, Ébano sobre os canaviais, de Adriana Vieira Lomar , A voz que ninguém escutou, de Renan Silva  e O Ano do Nirvada, de Walther Moreira Santos. 

## História
Nos Estados Unidos, a Amazon já investe em prêmios literários pelo menos desde 2007, com a criação do Amazon Breakthrough Novel Award. Em 2015, em parceria com o jornal O Globo e a Samsung, a empresa criou no Brasil o concurso literário Brasil em Prosa, premiando 20 contos inéditos publicados pela ferramenta de autopublicação.

### 1ª edição
O Prêmio Kindle de Literatura é anunciado pela primeira vez em setembro do ano seguinte. Desde a primeira edição, o prêmio é voltado para autores independentes no Brasil, que autopubliquem um romance inédito em português pela ferramenta Kindle Direct Publishing e que sejam colocados no programa KDP Select. As inscrições para o prêmio ficaram abertas por três meses, do anúncio até o fim de novembro, terminando com mais de 2 mil romances inscritos. Entre os jurados responsáveis pela avaliação das obras estava Geraldo Carneiro e, posteriormente anunciado, Carlos Heitor Cony. Dez obras foram pré-selecionadas como finalistas da primeira edição do prêmio: Alma, de Raquel Favaro; Beira de rio, de Rodrigo Vrech; Curral de pedras, de Jards Nobre; Glitter, de Bruno Ribeiro; Jangadas, de Márcio Noal; Noite, de Noberto Santos; O lado oculto do medo, de Barbara Nonato; Os últimos passos do enforcado, de Edson Soares; Minha sombra cabe ali, de Leon Idris Azevedo; e Machamba, de Gisele Mirabai. Depois do anúncio, a Amazon desclassificou dois finalistas, Curral de pedras e Jangadas, por não serem inéditas. No lugar delas, foram selecionadas Futuro Arcaico, de José Ricardo da Costa Aguiar Alves e O homem de duas cidades, de Felipe Cherubin como substitutas. Três dos finalistas foram anunciados como os melhores entre os dez pré-selecionados: Os últimos passos do enforcado, Minha sombra cabe ali, e Machamba. Em janeiro de 2017 Machamba é anunciada como a vencedora da primeira edição. A autora recebeu um prêmio no valor de R$ 20 mil, e a obra ganhou um contrato de publicação com a editora Nova Fronteira, e uma versão em audiolivro pela ferramenta Audible. A obra foi o primeiro romance adulto da autora.
Obra Premiada: Machamba, de Gisele Mirabai

### 2ª edição
Cinco meses depois, em junho de 2017, é anunciada a segunda edição do prêmio. O valor do prêmio foi aumentado para R$ 30 mil, para “tornar o prêmio mais atrativo também para autores com livros já publicados” de acordo com a Amazon, mas as regras gerais do prêmio não foram modificadas. Alguns dias mais tarde, a obra vencedora da primeira edição seria lançada em versão impressa. Naquele ano, o prêmio recebeu 1,7 mil obras nos três meses do período de inscrições abertas, do começo de agosto ao fim de outubro. Em dezembro foram anunciados cinco finalistas da segunda edição do prêmio: Amarga neblina, de Fernanda Mellvee; Entre pontos, de J. L. Amaral; Nova Jaguaruara, de Mauro Lopes; Pelos caminhos do tempo, de Barbara Nonato; e O memorial do desterro, de Mauro Maciel. Em janeiro de 2018, faleceu o membro do júri Carlos Heitor Cony. Dias depois, O memorial do desterro, foi anunciado como vencedor da segunda edição do prêmio. O autor Mauro Maciel já havia publicado outros dois romances, A Pedra do Doutor Getúlio e A Travessa do Rio Japeju, finalista do Prêmio Saraiva de Literatura.
Obra Premiada: O Memorial do Desterro, de Mauro Maciel

### 3ª edição
Em julho de 2018 é anunciada a terceira edição do prêmio. Novamente o prêmio dava R$ 30 mil ao autor do melhor romance autopublicado, com um contrato de publicação para a obra. O período de inscrição era de apenas dois meses, de 15 de agosto a 15 de outubro, ao contrário de três, como nos anos anteriores.. Mesmo assim, 1.500 obras foram inscritas no prêmio.  O júri especial nesta edição foi composto por Antonio Carlos Secchin e Sonia Rodrigues.  Em outubro, Machamba é anunciada como finalista do Prêmio Jabuti na categoria Romance. No mês seguinte, O memorial do desterro foi lançado em versão impressa. Ao final de janeiro de 2019 foram divulgados os cinco finalistas da edição: Dama de paus, de Eliana Cardoso; O registro, de Bruno Loureiro Mahé; O som no fim do túnel, de N. R. Melo; Terra sem males; de Maria José Silveira; Três luas de verão e uma figueira encantada, de Maria de Regino. Cerca de um mês depois, Dama de paus foi eleito o livro vencedor da terceira edição do prêmio. A obra é o terceiro romance da autora, que já publicou antes Bonecas russas e Nuvem negra.
Obra Premiada: Dama de Paus, de Eliana Cardoso

### 4ª edição
A quarta edição do prêmio foi anunciada em julho de 2019. Nesta edição, o prêmio teve uma segunda etapa, na qual os finalistas do Prêmio Kindle de Literatura e de outros prêmios literários da Amazon do mesmo ano foram avaliados por um painel da Amazon Prime Video e uma das obras será selecionada e poderá virar uma série ou filme no serviço de streaming. No mesmo mês foi lançada a versão impressa da obra vencedora da edição anterior, Dama de paus, durante a FLIP 2019. Em julho a Amazon anunciou que Conceição Evaristo e Marco Lucchesi comporiam o júri especial da edição. O período de inscrições foi o mesmo da edição anterior, de 15 de agosto a 15 outubro, e 1.800 obras foram inscritas no prêmio. Em janeiro de 2020 foram anunciados os cinco finalistas: Dias vazios, de Barbara Nonato; Gigante pela própria natureza, de Nelson de Oliveira; Larissa Start, de Rafael Caputo; Para você nunca se esquecer de mim, de Eugenia Zerbini e A segunda identidade, de Fernando Perdigão.  Dias vazios, da autora Barbara Nonato, foi anunciada como a vencedora em fevereiro.
Obra Premiada: Dias Vazios, de Barbara Nonato

### 5ª edição
Em 4 de fevereiro de 2021 foi realizada a quinta edição do prêmio. Nesta edição, a cerimônia foi virtual e transmitida via YouTube. O evento contou com as participações dos jurados Adriana Carranca ("Malala, a menina que queria ir para a escola"), João Carrascoza (Caderno de um ausente) e Vanessa Ferrari (Instituto Vera Cruz). Os finalistas foram Coisa-ruim, de Dani Mussi; Embaixo das unhas, de Vitor Camargo de Melo; Infância no além, de Fernando A. Almeida Soares; Noturno em Punta del Diabo, de Tailor Diniz e O pássaro secreto, de Marília Arnaud, tendo esta última levado o prêmio desta edição. Os cinco concorrentes ganharam versão em audiobook, disponível na plataforma Audible e a vencedora do Prêmio, Marília Arnaud levou o valor de R$ 40 mil e também a oportunidade de publicar uma versão impressa da obra O pássaro secreto, em uma edição pelo Grupo Editorial Record e outra edição exlusiva para os associados da TAG - Experiências Literárias.
Obra Premiada: O Pássaro Secreto, de Marília Arnaud

### 6ª edição
Em 10 de Julho de 2021 é anunciada a 6ª edição do prêmio. O prêmio dava R$ 50 mil ao autor do melhor romance autopublicado, com um contrato de publicação para a obra vencedora pelo Grupo Editorial Record e obras adaptadas para audiobook na plataforma Audible. O período de inscrição era de 15 de Julho a 15 de Setembro. O júri especial nesta edição foi composto por Sueli Carneiro, Socorro Acioli e João Paulo Cuenca. Em Dezembro de 2021 foram anunciados os cinco finalistas: A Jurema: sob o céu do sertão, de Eduardo Soares; Virgínia mordida, de Jeovanna Vieira; Ciudad Augusta: Uma distopia latino-americana, de José Manoel Torres; A filha primitiva, de Vanessa Passos; e Xirê das águas, de Juciane Reis. Em Fevereiro de 2022, A filha primitiva, de Vanessa Passos é anunciada como a obra vencedora da 6ª edição do Prêmio Kindle de Literatura na cerimônia virtual transmitida via YouTube.
Obra Premiada: A Filha Primitiva, de Vanessa Passos

### 7ª edição
Em 6 de Julho de 2022 é anunciada a 7ª edição do prêmio. O prêmio dava R$ 50 mil ao autor do melhor romance autopublicado, com um contrato de publicação para a obra vencedora pelo Grupo Editorial Record e obras adaptadas para audiobook na plataforma Audible. O período de inscrição era de 11 de Julho a 28 de Agosto. O júri especial nesta edição foi composto por Ana Maria Gonçalves, Jeferson Tenório e Sueli Carneiro. Em Dezembro de 2022 foram anunciados os cinco finalistas: Ébano sobre os canaviais, de Adriana Vieira Lomar; Meus sertões de você, de Alice Betânia Miranda; Onde pousam os urubus, de Andre L Braga; Se tu me quisesse, de Jadna Alana; e O Piloto, de Walther Moreira Santos. Em Fevereiro de 2023, Ébano sobre os canaviais, de Adriana Vieira Lomar é anunciada como a obra vencedora na Cerimônia de Premiação da 7ª edição do Prêmio Kindle de Literatura sediada no Museu da Língua Portuguesa.
Obra Premiada: Ébano Sobre os Canaviais, de Adriana Vieira Lomar

### 8ª edição
O período de inscrições da 8ª edição se deu entre os dias 01 de maio e se estendeu até 31 de agosto de 2023. O prêmio era de R$50 mil ao autor, sendo R$40 mil entregues em dinheiro e R$10 mil em adiantamentos dos direitos autorais pela publicação da versão impressa da obra pelo Grupo Editorial Record. Em dezembro de 2023, os finalistas foram anunciados: A voz que ninguém escutou, por Renan Silva, As grandes navegações, de Gael Rodrigues; Frio, de Tiago Magalhães Ribeiro; Utopia, pandemia, Cabeça de Boi, por Alex R.F. e Todos os caminhos me levam ao mar. Os jurados eram compostos por: Eliane Potiguara; Eliana Alves Cruz e Marcelo Freire, e analisaram tanto o mérito literário, quanto comercial. O livro vencedor foi A Voz Que Ninguém Escutou.  
Obra Premiada: A Voz Que Ninguém Escutou, de Renan Silva. 

### 9ª edição
O período de inscrição da 9ª edição se deu entre 01 de maio até 31 de agosto de 2024. O vencedor foi anunciado na Cerimônia de Premiação, realizada em fevereiro de 2025. O prêmio era de R$50 mil ao autor, sendo R$40 mil pagos pela Amazon e R$10 mil em adiantamentos dos royalties pela publicação da versão impressa da obra pelo Grupo Editorial Record.  Os cinco finalistas eram: O Ano do Nirvana, de Walther Moreira Santos; Desafogo, por Lucas frança; da morete sua, de Bruno Crispim; Histórias escritas na água: Romance, de Sonia Zaghetto e Destinas, Yara Fers. O livro vencedor da 9ª edição do Prêmio Kindle de Literatura foi O Ano de Nirvana. 
Obra Premiada: O Ano de Nirvana, de Walther Moreira Santos.

## Premiados
| Edição    | Premiado               | Obra                      | Finalistas |
| --------- | ---------------------- | ------------------------- | --- |
| 1ª edição | Gisele Mirabai         | Machamba                  | - Leon Idris Azevedo - Minha sombra cabe ali - Edson Soares - Os últimos passos do enforcado                                                                                               |
| 2ª edição | Mauro Maciel           | O Memorial do Desterro    | - Barbara Nonato - Pelos caminhos do tempo - Fernanda Melvee - Amarga neblina - J. L. Amaral - Entre pontos - Mauro Lopes - Nova Jaguaruara                                                |
| 3ª edição | Eliana Cardoso         | Dama de Paus              | - Bruno Loureiro Mahé - O registro - Maria José Silveira - Terra sem males - Maria de Regino - Três luas de verão e uma figueira encantada - N. R. Melo - O som no fim do túnel            |
| 4ª edição | Barbara Nonato         | Dias Vazios               | - Eugenia Zerbini - Para você nunca se esquecer de mim - Fernando Perdigão - A segunda identidade - Nelson de Oliveira - Gigante pela própria natureza - Rafael Caputo - Larissa Start     |
| 5ª edição | Marília Arnaud         | O Pássaro Secreto         | - Dani Mussi - Coisa-ruim - Vitor Camargo de Melo - Embaixo das unhas - Fernando A. Almeida Soares - Infância no além - Tailor Diniz - Noturno em Punta del Diabo                          |
| 6ª edição | Vanessa Passos         | A Filha Primitiva         | - Eduardo Soares - A Jurema: sob o céu do sertão - Jeovanna Vieira - Virgínia mordida - José Manoel Torres - Ciudad Augusta: Uma distopia latino-americana - Juciane Reis - Xirê das águas |
| 7ª edição | Adriana Vieira Lomar   | Ébano Sobre os Canaviais  | - Alice Betânia Miranda - Meus sertões de você - Andre L Braga - Onde pousam os urubus - Jadna Alana - Se Tu Me Quisesse - Walther Moreira Santos - O Piloto                               |
| 8ª edição | Renan Silva            | A Voz que Ninguém Escutou | - Gael Rodrigues - As Grandes Navegações - Tiago Magalhães Ribeiro - Frio - Alex Reis - Utopia, Pandemia, Cabeça de Boi - Renata Pereira - Todos os Caminhos Levam ao Mar                  |
| 9ª edição | Walther Moreira Santos | O Ano do Nirvana          | - Lucas França - Desafogo - Bruno Crispim - Da Morte Dua - Sonia Zaghetto - Histórias Escritas na Água - Yära Fers - Destinas                                                              |